# Cyclocypris ovum
Cyclocypris ovum är en kräftdjursart som först beskrevs av Louis Jurine 1820.
Enligt Catalogue of Life ingår Cyclocypris ovum i släktet Cyclocypris och familjen Cyprididae, men enligt Dyntaxa är tillhörigheten istället släktet Cyclocypris och familjen Candonidae. Arten är reproducerande i Sverige. Inga underarter finns listade i Catalogue of Life.